# Siège de Cuautla
Guerre d'indépendance du Mexique

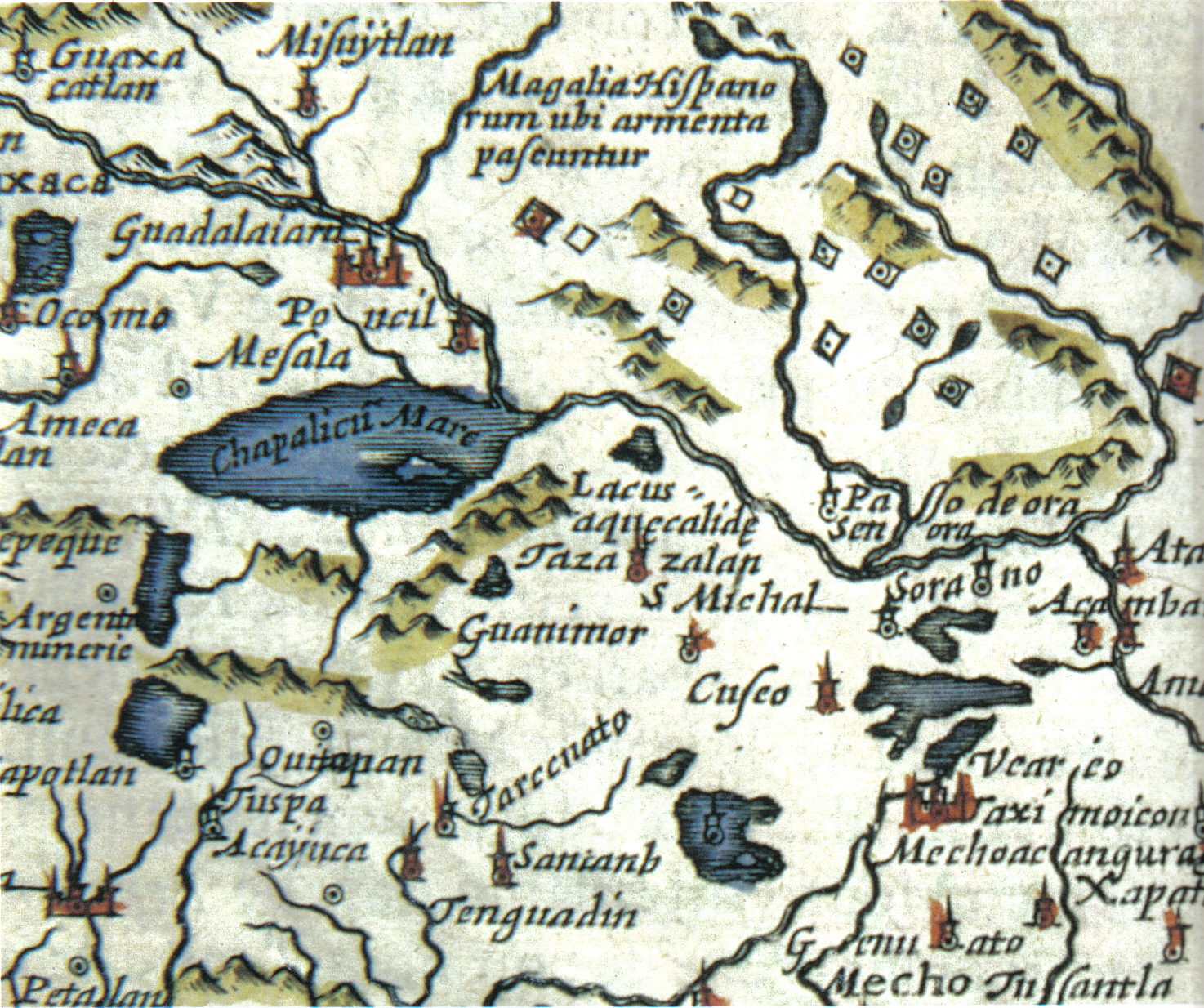
Carte de la campagne suivie par Morelos.

Le siège de Cuautla est une action militaire de la guerre d'indépendance du Mexique qui eut lieu du 9 février au 2 mai 1812 dans la ville de Cuautla, État de Morelos aujourd'hui.
L'armée insurgée y fut assiégée par les troupes espagnoles commandées par Felix Maria Calleja. Les insurgés résistèrent 72 jours aux forces royalistes et tentèrent plus d'une fois de briser le siège de la ville. Le matin du 2 mai, le commandant rebelle José María Morelos et ses lieutenants Hermenegildo Galeana (es) et Mariano Matamoros s'enfuirent de Cuautla, mettant de facto un terme à l'action militaire.
Le siège eut une certaine incidence sur l'évolution politique, militaire et sociale de la vice-royauté de Nouvelle-Espagne gouvernée depuis 1810 par Francisco Javier Venegas.
Calleja fut destitué en tant que commandant du centre du pays et fut nommé à la place commandant militaire de la ville de Mexico car on craignait une possible attaque des insurgés.
Morelos, quant à lui, réussit à renforcer son armée et tout au long de l'année 1812 s'empara d'endroits stratégiques pour le gouvernement colonial tels que Oaxaca et Córdoba.
Venegas enfin, fut déposé en février 1813 avec le retour de Ferdinand VII sur le trône espagnol.

## Contexte
Le 16 septembre 1810, Miguel Hidalgo prend les armes dans la ville de Dolores, Guanajuato, commençant ainsi la guerre d'indépendance du Mexique.
Le 28 septembre, les insurgés entrent à Guanajuato, le 17 octobre Valladolid tombe entre leurs mains et ils s'emparent de Toluca le 25 octobre. Le 30 octobre voit la défaite d'un régiment royaliste à la bataille de Monte de las Cruces et deux jours plus tard, ils sont sur le point d'entrer dans Mexico mais se retirent dans le Bajio. Les troupes de Felix Maria Calleja affrontent les insurgés à la bataille d'Aculco où Hidalgo connaît se première défaite. Après cet événement, les insurgés se séparent et lui se dirige vers Valladolid où se commettent des pillages et des meurtres sur les Espagnols. Le 19 novembre, Hidalgo entre à Guadalajara, ville conquise le jour même de la défaire d'Aculco par José Antonio Torres, surnommé "Le Maître". Après avoir perdu Guanajuato le 26 novembre des mains de Calleja, Ignacio Allende et Juan Aldama reculent à Guadalajara où ont lieu les mêmes pillages et meurtres qu'à Valladolid. Le 17 janvier 1811, Calleja défait les forces des insurgés à la bataille du pont de Calderón, après quoi les insurgés fuient vers Saltillo. Le 21 mars, Ignacio Elizondo les capture à Las Norias de Acatita de Baján. Après un procès sommaire, Allende, Aldama et Mariano Jiménez sont fusillés le 26 juin à Chihuahua. Hidalgo est lui exécuté le 30 juillet.

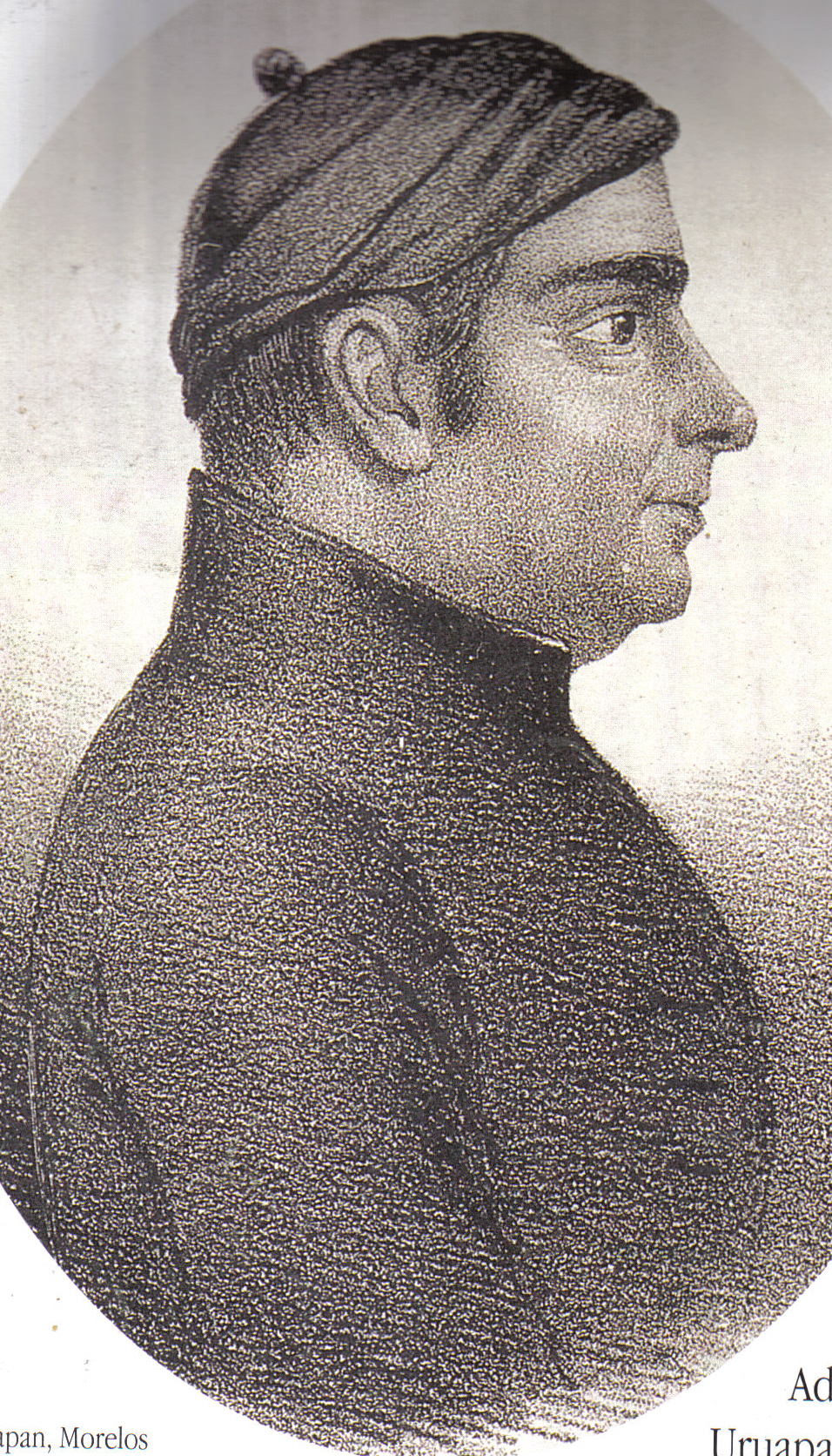
José María Morelos en 1795.

Le 20 octobre 1810, à Charo, Michoacán, Hidalgo prêtre de Carácuaro, avait nommé José María Morelos, commandant des rebelles dans le sud du pays. En novembre, Morelos a conquis le territoire de l’État actuel de Guerrero où il émet l’Édit d'Aguacatillo qui détermine les premiers droits individuels dans l'histoire du Mexique. En février 1811, Morelos échoue dans sa tentative de prendre Acapulco. À la suite de la nomination de la Junte de Zitácuaro, Morelos commence une campagne pour le centre du pays, la ville d'Izucar est prise en décembre tandis qu'Hermenegildo Galeana s'empare de Taxco. Puis Morelos marche dans la montagne de Puebla et en janvier 1812 il prend Cuautla.

## Le siège de Cuautla
Le vice-roi Venegas ayant remarqué la possibilité d'une attaque de Morelos sur Mexico ordonna à
Calleja de se transporter à Cuautla, qui était en retraite après la prise le 2 janvier de Heroica Zitácuaro, siège de la junte nationale. Calleja s'installa à Pasulco pour étudier la géographie de Cuautla. Morelos, Galeana, Matamoros, Nicolas Bravo et les insurgés entrèrent à Cuautla le 31 janvier. Après l'entrée dans le village, Morelos fit fusiller 50 soldats royalistes et tint un discours qui cherchait à gagner la sympathie de la population et parvenir à une percée vers la capitale de la vice-royauté.
Leonardo Bravo (es) commença à fortifier les tranchées de Cuautla tandis que Mariano Matamoros réussit à obtenir de la nourriture et des fournitures. Globalement, les forces insurgées se montaient à 3 000 hommes, 2 000 pour l'infanterie et 1 000 pour la cavalerie, commandés respectivement par Francisco Ayala et le colonel Cano. L'artillerie se composait de 16 canons, dont « El Niño » qui appartenait à Galeana et avait été utilisé lors des fêtes de Cuautla.
Le matin du 10 février, Calleja arriva à Cuautla et Galeana commença à fortifier la place et le couvent de San Diego. Leonardo Bravo commandait les forces de Santo Domingo tandis que Mariano Matamoros et Victor Bravo gardaient les tranchées sur la pointe sud. Morelos quant à lui, inspectait les troupes prévues pour surveiller la pointe nord de Cuautla et transporter toutes les provisions vers la ville.
Le 18 février, Calleja lança la première attaque sur Cuautla avec une troupe de 5 000 hommes d'abord puis quelques jours plus tard, 7 000 hommes avec l'arrivée en renfort des forces de Ciriaco del Llano, dont les bataillons venaient des Asturies, de Guanajuato, de Lovera, de San Luis Potosí, de Zamora de Hidalgo et de Tulancingo, la plupart sous le commandement de José Gabriel de Armijo. Calleja s'avança avec 500 soldats sur la colline de San Diego pour effectuer une reconnaissance de la ville mais Morelos l’observait de la colline de Cuautlixco, à une demi-lieue de Cuautla, et envisagea de repousser l'attaque espagnole. Bravo et Matamoros tentèrent de l'en dissuader mais Morelos les apaisa, leur disant qu'il s'agissait seulement d'une inspection de l'ennemi. Calleja observait le mouvement des insurgés et prépara deux canons qui furent détruits par les troupes de Morelos. Bien qu'ayant repoussé l'avance royaliste, Morelos et son escorte furent l'objet de plusieurs attaques, plusieurs de ses soldats furent capturés, tués ou fuirent à Cuautla où Galeana apprit les nouvelles et envoya 50 hommes à la bataille. Morelos était sur le point d'être fait prisonnier mais un des soldats de Galeana le sauva et il put retourner à Cuautla.

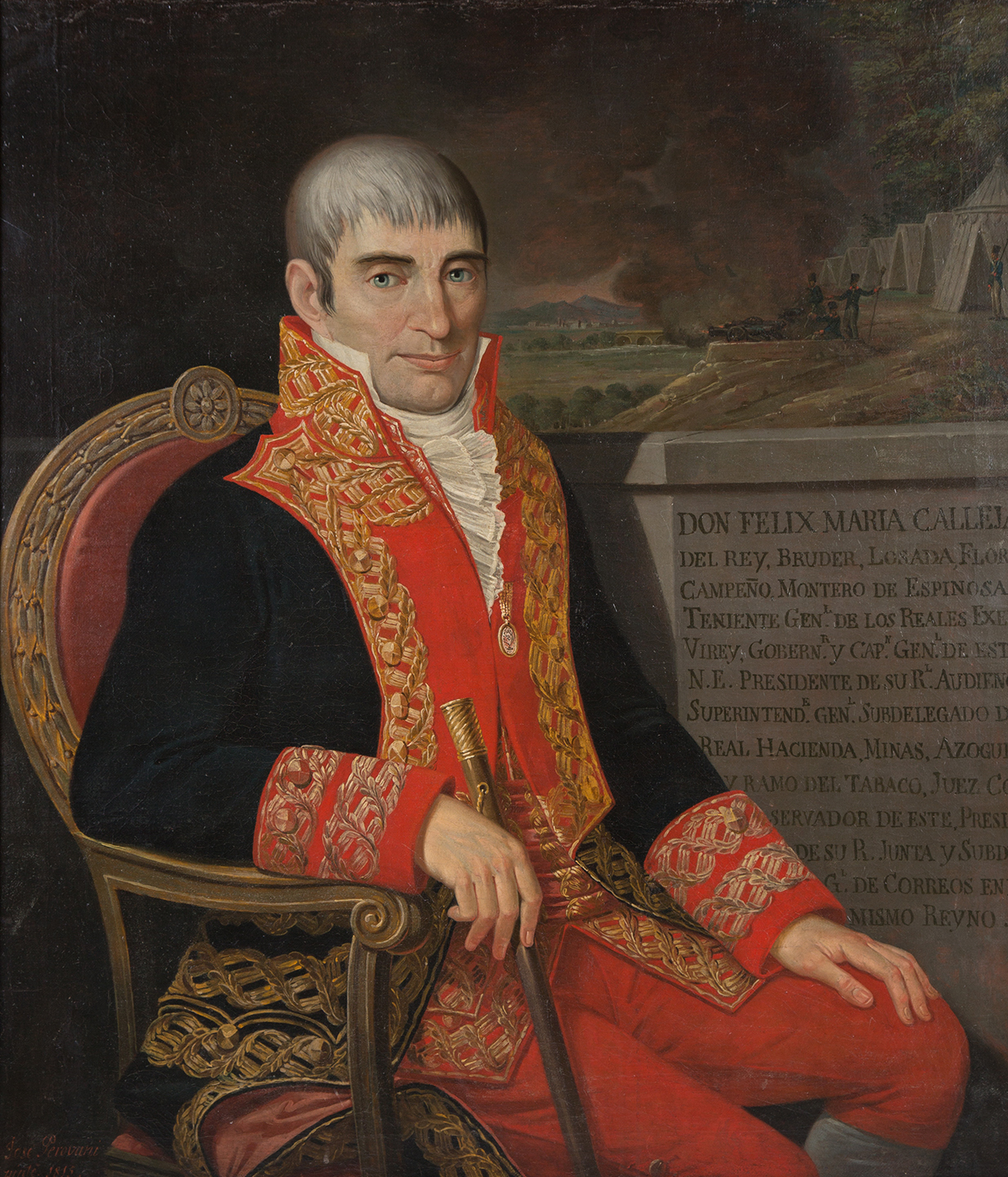
Félix María Calleja del Rey, commandant royaliste durant les opérations militaires de Cuautla, intronisé vice-roi de la Nouvelle Espagne en 1813.

À sept heures du matin le 19 février, quatre colonnes de soldats royalistes quittèrent le camp du Calvaire pour le couvent de San Diego. Deux des colonnes se dispersèrent, une vers la droite et l'autre restant sur la gauche pour attaquer chaque flanc de la position. Les deux colonnes restantes marchaient à l'avant où chacune avait une batterie, quelques régiments sur les côtés et au centre, Calleja dans un chariot. Pendant ce temps, Morelos avertit que le camp allait être attaqué et ordonna qu'aucune colonne royaliste ne soit attaquée avant d'atteindre la place tandis qu'il positionnait Galeana à l'arrière.
Lorsque les troupes royalistes s'avancèrent au nord de l'artère principale jusque près de la place de San Diego, elles ouvrirent le feu, ce qui déclencha l'affrontement. Galeana se lança contre tous les soldats espagnols. Sagarra, colonel espagnol, reconnaissant en Galeana un chef insurgé, lui tira dessus à bout portant mais sans le blesser ensuite de quoi Galeana le tua. Lorsque de nombreux insurgés crurent la situation perdue un cri s'éleva, « tout est perdu, ils ont vaincu le général Galeana », ce qui entraîna la fuite de soldats insurgés et du capitaine Larios vers la plaza. Une troupe de dragons était sur le point de prendre la ville, mais un enfant de 12 ans, Narciso Mendoza, mit le feu à un baril ce qui amena la fuite désordonnée des troupes royalistes. Après la bataille, Morelos alla dans chacune des maisons attaquées, donner de l'argent et de la nourriture aux personnes touchées. Cette bataille fit entrevoir à Morelos la possibilité de vaincre l'armée royale et même de se rendre à Mexico.
Après l'échec de l'attaque de Cuautla, Calleja écrivit à Venegas qu'environ douze mille insurgés se trouvaient à Cauatla et que s'il n'était pas possible de prendre la ville il y aurait un siège. Cette nuit-là, tous les chefs royalistes se réunirent en conseil de guerre pour discuter de la situation. Le lendemain, Calleja informa le ministère de la Guerre de la décision prise : il imposerait un siège de six à huit jours à Cuautla et demanderait des renforts pour couvrir toutes les issues, qui au total représentaient une lieue mais pouvaient être réduite au tiers.
Le 22 février, fut interceptée une lettre de Calleja indiquant le nombre de ses hommes et les dispositions prises dans son armée ainsi que les plans élaborés en collaboration avec le vice-roi. Après avoir pris connaissance de cette lettre, Morelos était décidé à quitter la ville mais Galeana l'en dissuada, suspectant qu'il s'agissait d'une stratégie des forces royaliste pour attaquer Cuautla. Lors de la réunion des chefs rebelles, Morelos décida finalement de rester dans la ville.
Le 23 février, Ciriaco del Llano entra dans Izúcar et réussit à se rendre sur la colline du Calvaire d'où il tira au canon pendant deux heures sur Cuautla, puis envoya deux colonnes de cavalerie sous le commandement du colonel José Antonio Andrade. L'attaque fut repoussée par le Père Sanchez et Vicente Guerrero. Le lendemain, les royalistes tentèrent une nouvelle attaque qui fut de nouveau repoussée. Après cela, les royalistes fuirent vers Izúcar où ils incendièrent les faubourgs de Santiago et d'El Calvario, après quoi ils se mirent à bombarder la ville.
Llano reçut le même jour un ordre de Venegas lui enjoignant de rejoindre au plus tôt Calleja au camp royaliste de Cuautla. Après avoir laissé quelques munitions en chemin et contourné le Popocatepetl, Llano entra dans Tierra Caliente le 28 février. Morelos décida d'empêcher l'arrivée de renforts et accepta d'envoyer une force très importante sous les ordres de Jose Antonio Galeana afin d'occuper le canyon de Tlayacac et d'y surprendre Llano. Toutefois, avant le départ, par quelque circonstance imprévue ou parce qu'ils se sentaient plus forts de leur connaissance du terrain, Morelos confia le commandement de trois cents hommes choisis au capitaine Manuel Ordiera. L'opération parvint à la connaissance de Calleja qui décida de mettre un grand groupe sous le commandement du capitaine Anastasio Bustamante. Ce dernier surprit les insurgés dans le canyon et après les avoir vaincus et se joignit à Llano qui put ainsi atteindre le camp de Calleja le matin du 1er mars, renforçant ainsi ses troupes de 2 000 soldats.
Une fois que Calleja eût réuni les bataillons nécessaires, il commença à encercler Cuautla. Le quartier général était situé à l'ouest, près des hôpitaux, des magasins d'alimentation et de l'entrepôt, juste à l'intérieur de l'hacienda Buenavista. Ciriaco del Llano s'installa dans les collines de Zacatepec. Les bataillons des Asturies et de Lovera gardaient la ville, au bord du ravin de « l'eau puante », ainsi appelé en raison de ses sources sulfureuses. Les Espagnols construisirent un pont de deux lieues qui couronnait la ville fortifiée.
Morelos fortifia l'hacienda de Buenavista et la terre connue sous le nom « El Platanar », régulièrement attaquée par Ciriaco del Llano. Entre le 1er mars et le 9 mars, Galeana était acculé par Llano dans « El Platanar », jusqu'à ce que le 10 il réussisse à défaire les envahisseurs à Zacatepec. Ce même jour il commença un bombardement après quoi Llano était sur le point d'entrer dans la ville mais Nicolas Bravo fut arrêté tandis que Matamoros s'échappait du site. À la nuit, Calleja écrivit au vice-roi :

« Rapport d'aujourd'hui, le 13 mars à six heures du matin. Depuis quatre jours l'ennemi subit un siège comme dans une garnison mais, d'étrange façon, ne donne aucun signe d'abandonner la défense. Chaque jour, ils se réveillent pour réparer les petites brèches que peut ouvrir mon artillerie: la pénurie d'eau est palliée par des puits et ils ont des réserves de maïs en abondance. »

Après plusieurs mois de résistance, Matamoros réussi à briser le siège et à fuir à Toluca où Rayon l'attendait afin de lui procurer les fournitures nécessaires à l'armée des insurgés. Cependant, les troupes de Porter tendirent une embuscade à Matamoros sur le chemin de Cuautla. Avec beaucoup d'effort, les insurgés réussirent à éviter la capture de leur chef mais ne purent remettre à Morelos de la nourriture et des armes pour assurer le suivi.
Le brigadier Calleja lança beaucoup d'autres assauts sur la ville fortifiée mais aucun d'eux ne put atteindre son objectif : détruire les insurgés. À la fin avril, la situation était intenable et les querelles entre les commandants supérieurs de l'armée royaliste empêchaient Calleja de mener une autre attaque sur Cuautla. Au matin du 2 mai il se résigna et écrivit une lettre au vice-roi Venegas, l'informant de la levée du siège de Cuaulta.
Durant cette même nuit, le camp des insurgés prit la décision de quitter la ville aussi vite que possible parce qu'ils ne pouvaient pas se défendre normalement en raison de l'épidémie qui avait fini par infecter plus de la moitié des soldats. Morelos et Galeana envoyèrent un émissaire pour observer le camp royaliste et à son retour celui-ci leur dit que de nombreux soldats espagnols étaient déjà endormis tandis que d'autres gardaient les armes. C'est alors que deux soldats prirent la décision de quitter Cuautla cette nuit-là et en moins de quatre heures, ils étaient hors de la ville. Ils furent repérés par des soldats royalistes qui était venus au camp de Calleja, lequel essaya immédiatement d'arrêter la progression de Morelos et de ses troupes. Après une lutte de moins de deux heures, à environ quatre heures et demie le 2 mai, les forces insurgées commandées par José María Morelos avait quitté Cuautla, en attribuant une « victoire » aux insurgés. L'armée se dispersa et Morelos fut blessé.

## Conséquences
Les rebelles abandonnèrent le village qu'occupèrent Calleja avec ses troupes le matin du 2 mai en allant à Cuautla.
Dans le différend entre Venegas et Calleja, celui fut convoqué dans la capitale pour un entretien avec le vice-roi qui lui proposa un retrait temporaire de l'armée et même le retour en Espagne pour combattre dans la guerre d'indépendance espagnole. Mais les militaires décidèrent de le renvoyer dans son hacienda de Cuernavaca qu'il avait quitté en décembre de cette année, pour prendre le commandement général de Mexico. En mars 1813, Venegas fut déchu de la vice-royauté de la Nouvelle-Espagne par des membres du gouvernement provisoire installé à Séville et remplacé par Calleja qui, depuis ce poste dirigeat les efforts pour vaincre Morelos, avant d'être relevé de ses fonctions par Ferdinand VII d'Espagne en 1816.
Morelos et ses principaux lieutenants, poursuivis par les royalistes, abandonnèrent les environs de Cuautla et se dirigèrent vers le sud car le chef des insurgés envisageait de prendre le port d'Acapulco qui permettait l'accès de la Nouvelle Espagne avec les Philippines et les autres possessions espagnoles en Asie. Leonardo Bravo (es) fut capturé près de Cuernavaca dans l'hacienda de Gabriel de Yermo (es), propriétaire terrien, et présenté à Calleja qui autorisa son transfert à Mexico pour y être jugé et exécuté. Morelos proposa un compromis à Venegas : il libérait les prisonniers espagnols du siège de Cuautla dont le nombre s'élevait à plus de deux cents et en retour Venegas libérait Léonard Bravo, le chef des insurgés. Le vice-roi ignora l'accord proposé par Morelos et le 13 septembre Bravo fut exécuté par garrot à Paseo de la Reforma. En apprenant la nouvelle de l'exécution de Bravo, Morelos ordonna à son fils, Nicolas Bravo, d’exécuter les prisonniers royalistes. Mais Bravo les épargna et les libéra ce qui lui vaut d'être connu sous le nom de Caudillo Magnanime.
Quand Morelos apprit que Valerio Trujano (es) était assiégé par les royalistes dans Huajuapan, il décida d'aller à Oaxaca pour lui porter secours. Après deux mois de route, il parvint au territoire assiégé le 25 octobre alors que les royalistes avaient déjà diminué leurs troupes. Trujano avait résisté à plus de cent jours de siège et avec le soutien de Morelos put expulser les royalistes de l'hacienda. Le 27 octobre il sortit à la tête de cent hommes à la poursuite des royalistes qui avaient fui à Oaxaca mais il fut pris en embuscade et tué par les forces coloniales. Morelos rallié aux hommes de Trujano, les mena à la ville de Oaxaca de Juarez et le 25 novembre, il occupait la capitale de l'intendance, ce qui constitua le point culminant de l'activité militaire de l'année 1812, marquée par le siège de Cuautla.

## Source de la traduction
- (es) Cet article est partiellement ou en totalité issu de l’article de Wikipédia en espagnol intitulé « Sitio de Cuautla » (voir la liste des auteurs).